# Kabinet-Oduber II
Het kabinet-Oduber II was het Arubaans kabinet van 3 maart 1993 tot 1 september 1994. Het werd gevormd door de politieke partijen Movimiento Electoral di Pueblo (MEP), Partido Patriotico Arubano (PPA) en Accion Democratico Nacional (ADN), waarmee de coalitie onder kabinet Oduber I werd voortgezet. Met een regeringsperiode van 18 maanden werd het kabinet Oduber II het kortstzittende kabinet sinds de autonome status van Aruba. Nadat de MEP het vertrouwen in de kleine coalitiepartijen had opgezegd diende Nelson Oduber op 21 april 1994 het ontslag van de MEP-ministers in. Het demissionaire kabinet werd gedoogd door de AVP. Nadat de besprekingen tussen AVP en MEP over de vorming van een coalitieregering stuk liepen schreef het kabinet vervroegde verkiezingen uit.

## Formatie
Bij de Statenverkiezingen van 1993 speelde er een felle strijd af, waarbij de partijen zich bloksgewijs tegenover elkaar opstelden: enerzijds de blok MEP-PPA-ADN en anderzijds de blok AVP-OLA. De nieuwe partij Organisacion Liberal Arubano (OLA) stond onder leiding van Glenbert Croes, die zich van de MEP distantieerde na een conflict over zijn politieke ambities. Nadat de grote partijen MEP en AVP, met ieder negen zetels, geen heil zagen in een coalitie tezamen, kwam voor de formatie de sleutel in handen van de kleine partijen. De PPA, ADN en OLA hadden ieder één zetel in de Staten behaald. Als kabinetsinformateur trad op MEP-politicus Fredis Refunjol. Onderhandelingen tussen MEP, PPA en ADN resulteerden in het "regeerakkoord van Seroe Blanco". Nelson Oduber werd minister-president voor een tweede termijn. Kabinet Oduber II kon als meerderheidskabinet in de Staten van Aruba rekenen op een geringe meerderheid, 11 van de 21 zetels.

## Samenstelling
| Ministerie                           | Minister              | Partij | Opmerkingen       |
| ------------------------------------ | --------------------- | ------ | ----------------- |
| Minister-President en Algemene Zaken | Nelson Oduber         | MEP    |                   |
| Financiën                            | Ella Tromp-Yarzagaray | MEP    |                   |
| Welzijn, Onderwijs en Arbeid         | Fredis Refunjol       | MEP    |                   |
| Justitie en Sport                    | Rudy Croes            | MEP    |                   |
| Economische Zaken en Toerisme        | Edison Briesen        | MEP    |                   |
| Publieke Werken en Volksgezondheid   | Martinus Flanegien    | ADN    | tot 20 april 1994 |
| Vervoer en Communicatie              | Benny Nisbet          | PPA    | tot 20 april 1994 |

Candelario Wever (MEP) is gevolmachtigde minister in Den Haag. De gevolmachtigde minister is lid van de rijksministerraad maar geen lid van het Arubaanse kabinet.

## Reden ontslagaanvraag
Aruba verkeerde in een financiële en bestuurlijke crisis. Na overleg in Den Haag tussen de MEP- en AVP-leiders, Nelson Oduber en Henny Eman, en premier Ruud Lubbers werd er op 21 oktober 1993 een protocol getekend, dat mogelijk zou maken dat de Koninkrijksband met Aruba na 1 januari 1996 wordt voortgezet. Het protocol betrof afspraken voor een oplossing, realiseerbaar met een aangepast regeringsprogramma dat zowel op steun van de MEP als de AVP kon rekenen. Oduber gaf geen opvolging aan de gemaakte afspraken en hield de coalitie in stand totdat er in april 1994 een conflict tussen PPA en ADN uitbrak. Nadat MEP het vertrouwen in haar coalitiepartners op 18 april 1994 opzegde probeerde Gouverneur Koolman het kabinet te repareren. Hij wees F.J. Tromp en A. Werleman als informateur aan om de mogelijkheid van een AVP-MEP coalitie te onderzoeken. Ook overlegde hij met de partijen ADN en PPA over hun standpunt met betrekking tot de begroting 1994. Als de begroting niet vóór 30 april werd goedgekeurd kon de demissionaire regering geen uitgaven doen zonder toestemming van de Staten. Nadat de informatie-opdracht mislukte lag het voor de hand om de Staten te ontbinden en vervroegde verkiezingen uit te schrijven. De verkiezingsdatum werd bepaald op 29 juli. Hierna kreeg de MEP felle kritiek van de overige politieke partijen te verduren daar de verkiezingsdatum in de vakantieperiode viel.